# SAR-Klasse FC
Das Einzelstück der Klasse FC der South African Railways (SAR) war die erste von insgesamt nur 16 Gelenklokomotiven der Bauart Modified Fairlie. Die Lokomotive war mit Achslasten von etwa 10,6 t für leichten Oberbau bestimmt; ihre Achsfolge war (1’C1’)(1’C1’).

## Geschichte
Weil Beyer-Peacock die von der SAR erfolgreich eingeführte Bauart Garratt durch Patente geschützt hatte, fürchteten andere Hersteller, vom südafrikanischen Markt gedrängt zu werden. Die North British Locomotive Works (NBL) entwickelten deshalb die Bauart »Modified Fairlie«, die einer Garratt zwar äußerlich ähnelte, aber die Patente nicht verletzte. Col Collins, der leitende Maschineningenieur der SAR, zeigte Interesse und ließ sich auf das Experiment ein. Er verlangte allerdings, dass die Lokomotive so weit wie möglich der parallel entwickelten Garratt-Klasse GC entsprechen musste.
Die Klassen FC und GC stimmten deshalb in allen wesentlichen Dimensionen überein, und sogar die meisten Triebwerksteile waren untereinander austauschbar. Bis auf leichte Abweichungen in der Konstruktion des Kessels beschränkten sich die Unterschiede zwischen beiden Klassen auf die durch das Gelenksystem bedingten, so dass ein direkter Vergleich beider Bauarten möglich war. Auch die Klassen FD und GD sowie HF und GE bildeten solche Paare – letztere aber nur mit Einschränkungen, da HF und GE sich in den Abmessungen ihrer Kessel deutlich unterschieden.
Als Nachteil der Modified Fairlie gegenüber der Garratt erwiesen sich die großen Überhänge, die zu einer höheren Beanspruchung der Drehzapfen führten und damit zu einem höheren Wartungsaufwand. Es blieb deshalb bei den insgesamt 16 Modified Fairlies der Klassen FC, FC und HF, von denen die letzten bereits in den 1950er Jahren ausgemustert waren. Die FC wurde bereits 1939 verschrottet, während die GC-Garratts noch bis 1964 in Betrieb waren.